# Alan Bryant
Alan Bryant (* 28. März 1955) ist ein simbabwischer Bogenschütze.
Bryant, 1,82 m groß und 76 kg schwer, nahm an den Olympischen Spielen 1988 in Seoul teil. Er belegte Platz 72 und wurde mit der Mannschaft 21.